# Jüdische Kunstgemeinschaft (Stuttgart)
Die Jüdische Kunstgemeinschaft  war eine Organisation zur Unterstützung jüdischer Künstler in Württemberg, die nach der Machtergreifung der Nationalsozialisten keine Arbeitsmöglichkeiten mehr hatten. Sie bestand von 1933 bis 1938.

## Geschichte

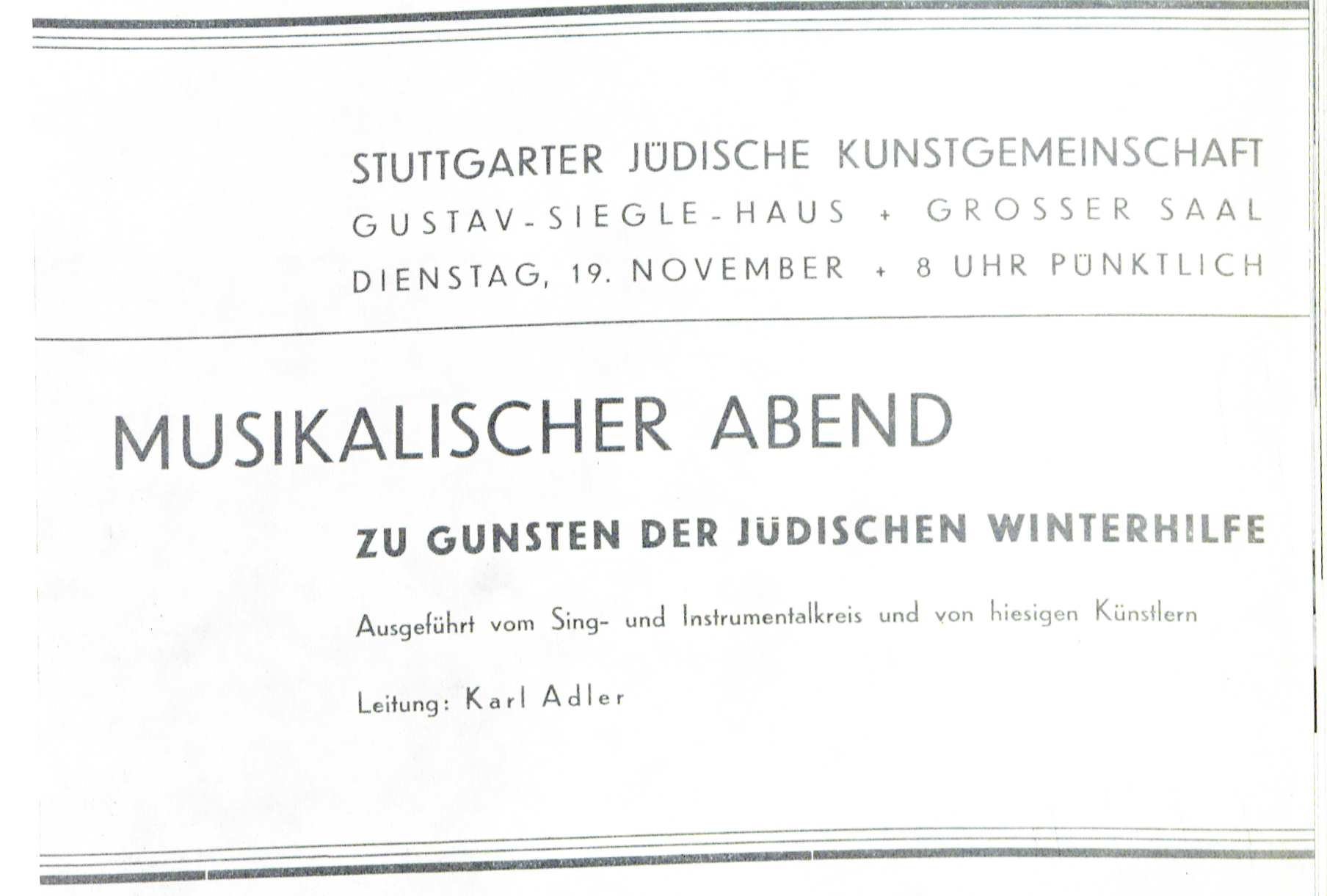
Einladung zum „musikalischen Abend“ am 19. November 1935 im Gustav-Siegle-Haus

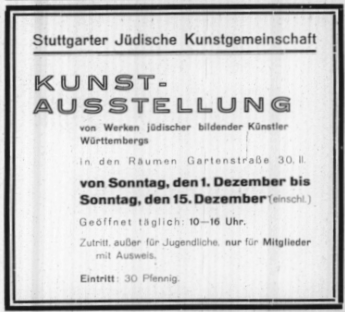
Zeitungsanzeige zur Kunstausstellung vom 1. bis 15. Dezember 1935

Die Jüdische Kunstgemeinschaft Stuttgart wurde 1933 als Abteilung des Jüdischen Lehrhauses in Stuttgart von dem Musikwissenschaftler Karl Adler gegründet. Nach der Machtübernahme durch die Nazis verlor Adler schon 1933 seine Stelle am Konservatorium. Wie alle jüdischen Künstler durfte er nur noch in jüdischen Institutionen auftreten. Als Reaktion darauf gründete er die Jüdische Kunstgemeinschaft Stuttgart, eine Dependance des im Juli 1933 in Berlin entstandenen Kulturbunds Deutscher Juden. Mitbeteiligt an der Gründung waren sein Schwager Leopold Marx, Schriftsteller und Otto Hirsch, Jurist.
Sie bestand nur fünf Jahre von 1933 bis 1938, bevor die Novemberpogrome der jüdischen Kulturarbeit in Stuttgart ein Ende setzten. In diesen fünf Jahren war die Kunstgemeinschaft trotz der repressiven Ausgrenzungs- und Überwachungspolitik der Nationalsozialisten zu einer bedeutenden Institution jüdischer Kulturarbeit geworden.
Die Kunstgemeinschaft bot Arbeitsalternativen für arbeitslos gewordene jüdische Künstler und kulturelle Veranstaltungen für die aus der Gesellschaft ausgegrenzte jüdische Bevölkerung. Darüber hinaus fand die Idee des „geistigen Widerstands“ Eingang in die Arbeit der Kunstgemeinschaft. Doch die eigentliche Leistung der Kunstgemeinschaft war ihre schiere Existenz in Zeiten widriger und sich ständig ändernder politischer Umstände: Sie bot den Juden Stuttgarts und Württembergs einen Ort der kulturellen Bereicherung und eine Heimat in schwierigen Zeiten.
In Kursen, Arbeitsgemeinschaften und Vorträgen hörten die Besucher meist religiöse Inhalte, oftmals bei prominenten Intellektuellen jener Zeit, wie beispielsweise dem Religionsphilosophen Martin Buber oder dem liberalen Rabbiner Leo Baeck. 
Die Arbeit der Kunstgemeinschaft wurde zum ersten Mal am 19. Dezember 1933 im Gustav-Siegle-Haus  auf einer vom Jüdischen Lehrhaus veranstalteten Chanukkafeier der jüdischen Öffentlichkeit präsentiert und vorgestellt. Bei dieser Veranstaltung waren zwischen 1200 und 1400 Mitglieder der Jüdischen Gemeinde Stuttgart und der umliegenden Gemeinden Heilbronn und Ulm anwesend. Zu diesem Zeitpunkt hatte die Jüdische Gemeinde in Stuttgart 4490 Mitglieder.
Eine für die jüdische Bevölkerung erlassene Richtlinie zwang die Stuttgarter Jüdische Kunstgemeinschaft sich bis Ende August 1935 zu einem eigenständigen Verein umzuwandeln und dem Reichsverband der Jüdischen Kulturbünde in Deutschland beizutreten. Damit war die Kunstgemeinschaft keine Abteilung des Jüdischen Lehrhauses mehr. Dennoch blieben beide Vereine über die erzwungene Trennung hinaus eng verbunden. Viele Mitwirkende waren sowohl im Lehrhaus als auch der Kunstgemeinschaft aktiv und auch nach der formalen Trennung wurden gemeinsam Veranstaltungen organisiert und durchgeführt.
Weitere drei Jahre vergingen, bis die Reichspogromnacht vom 9. auf den 10. November 1938 und ihre Folgen die jüdische Kulturarbeit in Stuttgart beendete und damit auch die Arbeit der Stuttgarter Jüdischen Kunstgemeinschaft. Es ist bemerkenswert, dass das Gustav-Siegle-Haus als Veranstaltungsort für jüdische Vereine bis 1938, also weit in die Nazizeit hinein fungierte, obwohl spätestens ab 1935 die Veranstaltungen in Räumen abzuhalten waren, deren Eigentümer, Mieter oder Pächter Nichtarier sind. 1963 bedankte sich Karl Adler in einem Schreiben bei der damaligen Verwaltung des Gustav-Siegle-Hauses für deren Menschlichkeit und unterstrich damit das außergewöhnliche Arrangement zwischen den jüdischen Vereinen und dem Veranstaltungsort.

## Bekannte Mitglieder (Auswahl)
- Karl Adler (1890–1973), Musikwissenschaftler
- Ignaz Kaufmann (1885–1975), Maler der Verschollenen Generation
- Hermann Fechenbach (1897–1986), Grafiker
- Leopold Marx (1889–1983), Schriftsteller, Dichter und Fabrikant
- Otto Hirsch (1885–1941), Jurist und Verwaltungsbeamter
- Gustav Feldmann (1872–1947), Mediziner und Funktionär in jüdischen Verbänden